# Могилянська Ладя
Ла́дя Могиля́нська (справжнє ім'я Лі́дія Миха́йлівна Могиля́нська) (26 жовтня (7 листопада) 1899, Чернігів — 6 червня 1937) — українська поетеса. Дочка письменника Михайла Могилянського, сестра прозаїка Дмитра Тася.
Жертва сталінського терору.

## Життєпис
Ладя (Лідія) Могилянська народилася 7 листопада (26 жовтня за ст. ст.)1899 року в Чернігові в дворянській родині Русобтовських-Могилянських. Її батьком був відомий письменник Михайло Могилянський. Вона також сестра поета і прозаїка Дмитра Тася (Могилянського).
Навчалася в гімназії в Петербурзі, потім у Чернігівській жіночій гімназії. З 1917 року постійно жила в Чернігові. Одружилася з журналістом Віктором Коновалом, сином поета Івана Коновала (літературний псевдонім Вороньківський), українським есером.
За часів більшовицького режиму закінчила 2 курси Чернігівського інституту народної освіти, працювала в комісії з вивчення історичних пам'яток Чернігівщини при губернському відділі народної освіти, збирала місцевий фольклор.
16 січня 1929 року була заарештована Чернігівським окружним відділом ГПУ УСРР. Обвинувачувалась за ст. 54-4, 54-10 Кримінального кодексу у друкуванні, розповсюдженні контрреволюційної літератури, в участі у контрреволюційній організації «Демократичний союз», яка закликала до боротьби з тодішнім ладом. Згідно з постановою колегії ОГПУ від 9 липня 1929 року засуджена до найвищої міри покарання — розстрілу, із заміною на десять років ув'язнення у таборах. Строк відбувала на Соловках і Бел-Балттаборі — на будівництві Біломорсько-Балтійського каналу. Звільнена достроково у 1933 році.
Удруге заарештована у травні 1937 року у справі Фіріна (Семен Григорович Фірін — начальник Дмитрівського табору НКВД) за участь у контрреволюційній терористичній організації (насправді — цілком міфічній). Рішенням НКВД і прокурора СРСР від 5 червня 1937 р. засуджена до найвищої міри покарання. Цього разу вирок виконано — Ладю Могилянську розстріляли 6 червня 1937 р. у Москві на Донському кладовищі. Там не тільки розстрілювали, а і ховали попіл тих невинно убієнних, кого спалювали в крематорії, розташованому на території кладовища.
Реабілітована 6 березня 1957 р., за справою 1929 р. — в 1990-му році.
Про Ладю Могилянську залишили спогади товариші по ув'язненню академік Дмитро Лихачов, композитор М.Черняк.

## Родинні зв'язки
- Донька — Інна Коновал. Народилась в Чернігові, під час Другої світової війни виїхала до Німеччини. Подальша доля невідома.

## Творчість
Дебютувала 1919 року на сторінках провінційної чернігівської преси. Протягом 1923—1929 років друкувалася в журналах «Життя й революція», «Нова громада» (обидва — Київ), «Літературно-науковий вістник» (Львів), «Зоря» (Дніпропетровськ), «Всесвіт», «Червоний шлях» (обидва — Харків), чернігівських газетах «Селянське життя» та ін. За життя поетеса не видала жодної збірки віршів українською мовою.
На засланні Ладя Могилянська брала участь у табірних виданнях: друкувалася в журналі «Соловецкие острова», збірниках «Музыка двух каналов», «Музыка трассы» (обидва — 1936). На будівництві каналу Москва—Волга редагувала табірну газету українською мовою «За нову людину». В журналі «Огонек» за 1935 рік серед талановитих прозаїків та поетів першою була названа Л. Могилянська на будівництві Біломорсько-Балтійського каналу. У видавництві КВЧ (культурно-воспитательная часть) Дмитровлага НКВС СРСР 1935 року вийшла збірка її російськомовних віршів «Два канала» (серія «Библиотека перековки» № 9). Книжку оформив художник Гліб Кун.

## Увічнення пам'яті
У рамках дерусифікації на честь Ладі Могилянської пропонували назвати низку топонімів у Чернігівській області. Зокрема, обласну бібліотеку імені Короленка у рідному для поетеси Чернігові. Однак у підсумку депутати облради Чернігівської області назвали бібліотеку на честь Олександра та Софії Русових.
Ладя Могилянська потрапила у календар проекту «Титани двадцятих», створеного письменником Мартином Якубом.